# Feliniopsis nabalua
Feliniopsis nabalua är en fjärilsart som beskrevs av Holloway 1976. Feliniopsis nabalua ingår i släktet Feliniopsis och familjen nattflyn. Inga underarter finns listade i Catalogue of Life.